# ساختار ریاضی

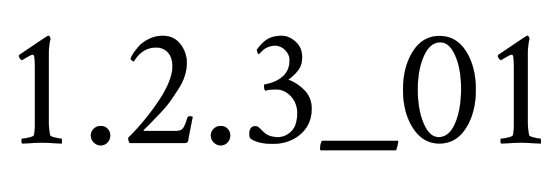
ساختار ریاضی

یک ساختار (به انگلیسی: structure) در ریاضیات، یک مجموعه است که به آن یک ویژگی اضافی که روی مجموعه عمل می‌کند (مثل یک عمل، رابطه، متریک یا توپولوژی) اعطا شده‌است. این ویژگی اضافی اغلب به مجموعه مرتبط یا متصل است، که در نتیجه این امر، آن مجموعه یک معنا یا اهمیت اضافی خواهد داشت.
یک لیست جزئی از ساختارهای ممکنه شامل اندازه، ساختار جبری (گروه، میدان، و غیره)، توپولوژی، ساختار متریک (هندسه)، ترتیب، وقعه، رابطه هم‌ارزی، ساختار دیفرنسیالی و رسته‌ها است.
گاهی به یک مجموعه، به صورت همزمان، بیش از یک ویژگی اعطا می‌شود، که این موضوع باعث می‌شود که ریاضیدانان تعامل بین ساختارهای مختلف را به صورت دقیق‌تری مطالعه کنند. برای مثال، یک ترتیب، یک حالت، شکل، یا توپولوژی روی مجموعه تحمیل می‌کند، و اگر یک مجموعه هم ویژگی توپولوژی و هم یک ویژگی گروه داشته باشد، که این دو ویژگی به روش معینی با هم مرتبط شوند، آنوقت این ساختار، یک گروه توپولوژیکی است.
نگاشت بین مجموعه‌ها که ساختار را حفظ می‌کند (یعنی ساختارهای دامنه به ساختارهای معادل در هم‌دامنه نگاشت داده می‌شود) در بسیاری از شاخه‌های ریاضیات دارای اهمیت زیادی است. مثال‌ها شامل همریختی است که ساختار جبری را نگهداری می‌کند، شامل هومئومورفیسم است که ساختار توپولوژیکی را حفط می‌کند؛ و دیفئومورفیسم است که ساختار دیفرانسیلی را حفظ می‌کند.